# Wilhelm Schell
Wilhelm Schell (* 31. Oktober 1826 in Fulda; † 13. Februar 1904 in Karlsruhe; vollständiger Name: Wilhelm Joseph Friedrich Nikolaus Schell) war ein deutscher Mathematiker und Hochschullehrer.

## Leben
Schell wuchs in Fulda auf und studierte Mathematik an der Philipps-Universität Marburg und an der Friedrich-Wilhelms-Universität Berlin. 1849 legte er in Berlin seine Lehramtsprüfung ab. 1851 wurde er in Marburg mit seiner Dissertation Über die Abwicklung einfacher krummer Flächen promoviert. Bereits im selben Jahr habilitierte er sich und wurde Privatdozent an der Philipps-Universität Marburg und ab 1856 außerordentlicher Professor. 1861 wurde er Lehrer für Geometrie an der Polytechnischen Schule Karlsruhe und 1863 als Nachfolger von Alfred Clebsch ordentlicher Professor für theoretische Mechanik und synthetische Geometrie. Schell las auch über Analysis.
Er war wesentlich an der Umwandlung des Polytechnikums Karlsruhe in eine Technische Hochschule beteiligt und arbeitete die Habilitationsordnung aus. Mit dem Aufbau der Hochschulbibliothek, deren Bestände bis zu seinem Amtsantritt auf die einzelnen Fakultäten verstreut waren, befasste er sich schon seit 1867; im folgenden Jahr wurde er offiziell damit beauftragt.
1891 wurde er zum Mitglied der Leopoldina gewählt. 1901 wurde er emeritiert.
Er wurde mit dem Ehrentitel eines (großherzoglich badischen) Geheimen Hofrats ausgezeichnet.
Schell spielte privat Orgel und Klavier, er befasste sich auch mit der Geschichte der Musik.

„Schell war eine eigenartige Persönlichkeit und ein trefflicher Lehrer, der allerdings durch die Wissenschaftlichkeit seines Vortrages hohe Anforderungen an seine Hörer stellte.“

## Schriften
- Theorie der Bewegung der Kräfte. Ein Lehrbuch der Technischen Mechanik. B. G. Teubner, Leipzig 1870. (Digitalisat) (Digitalisat, Gallica)
- Erich Salkowski (Hrsg.): Wilhelm Schells allgemeine Theorie der Kurven doppelter Krümmung. 3. Auflage, B. G. Teubner, Leipzig 1914. (Digitalisat)